# Мерзавец (фильм, 2003)
Мерза́вец (англ. BAADASSSSS!; также известен под названием How to Get the Man’s Foot Outta Your Ass (рус. Как вытащить мужскую ногу из своей задницы)) — американский драматический фильм-биография 2003 года.

## Сюжет
В 1971 году увидел свет третий фильм Мелвина Ван Пиблса «Свит Свитбэк: Песня мерзавца» (англ. Sweet Sweetback's Baadasssss Song), в котором он выступил режиссёром, продюсером, автором сценария, монтажёром, композитором и исполнителем главной роли. Несмотря на полностью афроамериканский состав актёров, малый бюджет, строгий рейтинг «Х» и совершенно не голливудский подход к съёмкам, кассовые сборы фильма в восемь раз превысили его бюджет, а позднее появилось огромное количество лент в подобном жанре, который получил своё название — blaxploitation.
Сын Ван Пиблса, Марио, тогда был тринадцатилетним подростком, и он сыграл небольшую роль в том фильме. Прошло 30 с лишним лет и Марио сам стал известным режиссёром, продюсером и сценаристом, и он снял этот фильм, рассказывающий о трудностях, с которыми пришлось столкнуться его отцу при производстве и выходе в свет той ленты три десятка лет назад.

## В ролях
| Актёр            | Роль                         |
| ---------------- | ---------------------------- |
| Марио Ван Пиблз  | Мелвин Ван Пиблз в 1971 году |
| Мелвин Ван Пиблз | камео, в 2003 году           |
| Хлео Томас       | Марио Ван Пиблз в 1971 году  |
| Дэвид Гриер      | Клайд Хьюстон                |
| Ниа Лонг         | Сандра                       |
| Рэйн Уилсон      | Билл Гаррис                  |
| Терри Крюз       | Большой Ти                   |
| Адам Уэст        | Берт                         |
| Гленн Пламмер    | злой брат                    |
| Джон Синглтон    | Детройт Джей                 |
| Джой Брайант     | Присцилла                    |

| Актёр             | Роль                           |
| ----------------- | ------------------------------ |
| Халил Кэйн        | Морис Уайт                     |
| Лен Лессер        | Мэнни Голдберг / Морт Голдберг |
| Осси Дэвис        | дедушка                        |
| Пол Родригес      | Хосе Гарсия                    |
| Пенни Бриджес     | Меган                          |
| Сол Рубинек       | Говард Кауфман                 |
| Томас Картер      | Билл Косби в 1971 году         |
| Билл Косби        | камео, в 2003 году             |
| Винсент Скьявелли | Джерри                         |
| Уэсли Джонатан    | «Леопард»                      |
| Мандела Ван Пиблз | ангел-муза                     |

## Премьерный показ в разных странах
- Канада — 7 сентября 2003 (кинофестиваль в Торонто); 25 июня 2004 (ограниченный показ на широком экране)
- США — 20 января 2004 (кинофестиваль Сандэнс); 15 апреля 2004 (международный кинофестиваль в Филадельфии); 4 мая 2004 (кинофестиваль Трайбека); 28 мая 2004 (ограниченный показ на широком экране)
- Аргентина — 4 января 2005 (выход на видео); 9 марта 2007 (кинофестиваль в Мар-дель-Плате)
- Австралия — 17 марта 2005
- Венгрия — 4 мая 2005 (показ по ТВ)
- Великобритания — 10 июня 2005
- Япония — 1 октября 2005 (только в Токио)
- Испания — 2 декабря 2005
- Исландия — 15 июня 2006 (выход на DVD)

## Награды и номинации
В 2004—2005 гг. фильм номинировался на 13 различных наград и выиграл 3 из них.